# 林まゆみ
林 まゆみ（はやし まゆみ、1968年12月31日 - ）は、将棋の元女流棋士。2010年8月10日、日本将棋連盟を退会。退会以前は、女流三段、師匠は有吉道夫九段、女流棋士番号は旧番号で29。2010年3月31日に現役引退、同年8月に退会。
大阪府堺市出身。大阪府立堺東高等学校、近畿大学卒業。

## 棋歴
将棋を始めたのは14歳の頃で、後にプロとなった人物としては非常に遅い。自分から父に申し出て、将棋を教わったという。
近畿大学の学生であった4年間に、学生将棋女流名人戦（1987 - 1990年）で4連覇という完全制覇を達成（1994年に棚田真由美が、2005年に石内奈々絵がこの記録に並ぶ）。1990年、女流アマ名人となる（第22回女流アマ名人戦優勝）。同年、第4回レディースオープントーナメントにアマチュアとして出場。予選を突破し、さらに本戦で3回戦まで進出。その戦績を引っさげて、1991年に女流育成会に入会し、翌年に早くもプロとなる。
女流名人位戦では、第19期（1992年度）でB級昇格、第21期（1994年度）でB級復帰を決める。第22期（1995年度）ではB級で6勝3敗の成績を挙げるも、A級昇格を逸する。
1996年度、第1回鹿島杯女流将棋トーナメントにおいて、決勝三番勝負で高群佐知子の右玉戦法を打ち破り、2-0で優勝（第2局対局日：1996年9月1日、放送日：同9月22日）。女流二段昇段要件の「鹿島杯優勝」により、対局日の1996年9月1日付で女流初段に昇段、翌1997年4月1日付で女流二段に昇段。
第11回（1997年度）レディースオープントーナメントでベスト4。同棋戦では、第13回（1999年度）でも清水市代らを破りベスト4。
第27期（2000年度）と第28期（2001年度）の女流名人位戦でそれぞれ予選を勝ち抜き、B級に参加。
2002年度に行われた第14期女流王位戦の予選を勝ち抜き、2003年度にリーグに参加。斎田晴子、千葉涼子らがいるリーグの中で5戦全敗に終わる。
2010年3月31日付けで「女流棋士総則」の「降級点規定」により引退となり、その翌日の4月1日に「引退女流棋士昇段規定」により女流三段に昇段。
同年8月10日付で「一身上の都合により」日本将棋連盟を退会し、以降「女流棋士」の肩書きがなくなる。女流棋士の制度が始まってから同日までの時点までの女流棋士66人のうち、退会により「元女流棋士」となったケースは、日本将棋連盟とLPSAを合わせて林が5例目。

## 棋風
居飛車党で、矢倉、相掛かり系の将棋が多く、鈍重な手を指さない棋風。たまに振り飛車も指した。

## トラブル
2005年頃から、女流棋士会の総会や懇親会に出席しないなどの非協力的な態度が問題となり、2006年1月5日付で植村真理とともに女流棋士会によって脱会処分をされたが、2007年12月に、新体制となった女流棋士会と和解し復帰している。なお、女流棋士会への所属とプロとしての対局権利は別であるため、脱会処分中も対局は続けていた。

## 昇段履歴
- 1991年00月00日 - 女流育成会入会
- 1992年04月01日 - 女流2級 = プロ入り
- 1993年04月01日 - 女流1級（年間指し分け以上・18局以上／1992年度12勝9敗、女流通算12勝9敗）[10]
- 1996年09月01日 - 女流初段（第1回鹿島杯優勝 = 女流二段昇段要件）[5]
- 1997年04月01日 - 女流二段（第1回鹿島杯優勝）[5]
- 2010年03月31日 - 引退（女流棋士総則／降級点規定）[7]
- 2010年04月01日 - 女流三段（引退女流棋士昇段規定）[8]
- 2010年08月10日 - 退会（一身上の都合）[9]

## 主な成績
通算成績
290局 130勝160敗（勝率0.4483）

### 棋戦優勝
- 鹿島杯女流将棋トーナメント　1回（第1回 = 1996年度）

優勝合計　1回